# Quatuor à cordes en sol majeur
Le Quatuor à cordes en sol majeur est une œuvre de musique de chambre pour quatuor à cordes de la compositrice allemande Emilie Mayer, écrite entre 1855 et 1858.

## Contexte
Emilie Mayer compose son quatuor à cordes en sol majeur entre 1855 et 1858.

## Structure
L'œuvre comprend quatre mouvements :
1. Allegro moderato en sol majeur à
2. Adagio en do majeur à
3. Scherzo. Allegro assai en do majeur à
4. Allegro vivace. Finale en sol majeur à

## Analyse

### Allegro moderato
Le développement du premier mouvement est construit d'après le même modèle que le premier mouvement du Quatuor à cordes no 1 de Ludwig van Beethoven. Il reprend à la fois les idées thématiques, harmoniques et la métrique du premier mouvement du quatuor à cordes de Beethoven ainsi que la réduction par élimination jusqu'à garder un motif principal.

### Scherzo. Allegro assai
Le scherzo a une partie centrale contrastante en lieu et place des répétitions. De même que dans le Quatuor à cordes en si majeur, le trio est contrastant.

### Allegro vivace. Finale
Il y a une forte influence d'Adolf Bernhard Marx, notamment dans le mouvement final du quatuor. Le mouvement, de forme sonate, reprend pourtant un développement des thèmes à la façon d'une fugue et mélange parfois intentionnellement les deux formes de la sonate et de la fugue. Les motifs présents dans le dernier mouvement sont très proches de ceux de la Sonate pour piano no 32 de Beethoven

### Édition critique
- Heinz-Mathias Neuwirth, Streichquartett G-Dur: 1855 - 1858: (20'), Furore Verlag, coll. « Sound Research of Women Composers Music of the Romantic », 2012 (ISMN 9790501820559).